# Philadelphia soul
Ne pas confondre avec Philadelphia Soul, une franchise américaine de football américain en salle évoluant en Arena Football League.
Genres dérivés
Disco, smooth jazz
La Philadelphia soul, parfois appelée Philly soul, Philadelphia sound, Philly sound ou T.S.O.P. (The Sound of Philadelphia), est un style de musique soul, originaire de la ville de Philadelphie aux États-Unis, populaire à la fin des années 1960 et dans les années 1970. Caractérisé par des influences funk et jazz, des arrangements sonores riches comportant souvent des instruments à cordes (violons, guitares...), une batterie marquant le rythme sur la Grosse caisse plutôt que sur la caisse claire, des cuivres et des chœurs pénétrants et accordés, ce style est souvent présenté comme le précurseur de la musique disco.

## Style
En raison de l'accent mis sur le son et l'arrangement et l'anonymat relatif des nombreux musiciens jouant en groupe en studio, la soul de Philadelphie est souvent considérée comme un genre de producteur. Bunny Sigler, Kenny Gamble et Leon Huff sont reconnus pour avoir développé le genre. Le label Philadelphia International Records, fondé en 1971 par Gamble et Huff, a contribué à une large diffusion de ce style.
Les principaux auteurs-compositeurs et producteurs de soul de Philadelphie sont, outre Gamble et Huff, Bobby Martin, Thom Bell, Linda Creed, Norman Harris, Dexter Wansel, ainsi que les équipes de production McFadden & Whitehead. Ils travaillent avec une écurie de musiciens de studio utilisée comme support sur de nombreux enregistrements pour développer le son unique de Philadelphie. Beaucoup de ces musiciens enregistrent également en leur nom, comme le groupe instrumental MFSB, qui obtient un succès avec TSOP (The Sound of Philadelphia) en 1974, un morceau emblématique de la soul de Philadelphie.
D'autres architectes notables du son de Philadelphie sont le bassiste Ronald Baker, le guitariste Norman Harris et le batteur et chanteur Earl Young, qui enregistrent également au sein du groupe Trammps et produisent eux-mêmes des disques. Ce trio (B-H-Y) compose la section rythmique de base de MFSB. Ils se ramifient en un sous-label de Philadelphia International appelé Golden Fleece, distribué par CBS Records. Peu de temps après, Harris crée le label Gold Mind en collaboration avec Salsoul Records. L'écurie Gold Mind comprend notamment First Choice, Loleatta Holloway et Love Committee, qui participent tous aux productions Baker/Harris/Young. Le succès de Ten Percent de Double Exposure en 1976 est le premier single maxi 45 tours commercial.
La soul de Philadelphie est populaire tout au long des années 1970, et elle prépare le terrain pour les constructions en studio des musiques disco et urban qui émergent plus tard dans la décennie. Le style a une forte influence sur les acteurs ultérieurs de Philadelphie, notamment The Roots, Vivian Green, Jill Scott et Musiq Soulchild.

## Histoire

### Genèse
Dans les années 1960, la ville de Philadelphie n'est pas reconnue pour ses productions de soul music, comme peuvent l'être Memphis ou Détroit, grâce aux firmes Stax et Motown. Quelques petits labels représentent quand même ce style musical, comme Harthon Records, fondé en 1963, Cameo-Parkway, ou Arctic, qui obtient un hit national en 1965 avec Yes, I'm Ready de Barbara Mason, enregistrement sur lequel figurent d'ailleurs les musiciens Norman Harris, Earl Young, Ronnie Baker et Kenny Gamble. Ces labels jettent les bases de la soul de Philadelphie. Gamble et Huff font partie des Romeros, signés chez Arctic, Thom Bell travaille pour Cameo-Parkway et les futurs Trammps, qui s’appellent encore les Volcanos, officient chez Harthon.

### Développement
Gamble et Huff fondent Gamble Records en 1966, puis Neptune en 1969, tandis que Thom Bell est embauché comme A&R par Philly Groove à sa création en 1967. Les premiers tubes du Philly sound sont Expressway to Your Heart des Soul Survivors en 1967, La-La (Means I Love You) et Ready or Not Here I Come (Can't Hide from Love) des Delfonics, Cowboys to Girls et (Love Is Like a) Baseball Game des Intruders en 1968. Le groupe texan Archie Bell & the Drells, qui a déjà connu le succès avec Tighten Up, vient à Philadelphie enregistrer I Can't Stop Dancing avec Gamble & Huff. Ces chansons ont en commun « un goût pour les arrangements somptueux, les volutes de violons, les mélodies sucrées et les voix passionnées ».
Ces succès poussent Gamble et Huff à fonder Philadelphia International Records (P.I.R.) en 1971. La major Atlantic demande à Thom Bell de reprendre en main la carrière des Spinners, pour qui il écrit notamment I'll Be Around et Could it Be that I'm Falling in Love. The O'Jays otiennent plusieurs hits avec Love Train, Back Stabbers et Use ta Be My Girl, Billy Paul avec Me and Mrs. Jones, Harold Melvin & the Blue Notes avec The Love I Lost et If You Don't Know Me by Now et MFSB and The Three Degrees avec l'instrumental TSOP (The Sound Of Philadelphia).

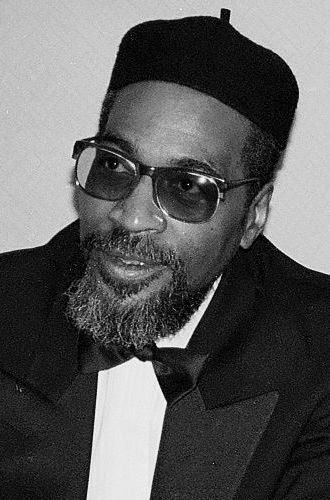
Kenny Gamble
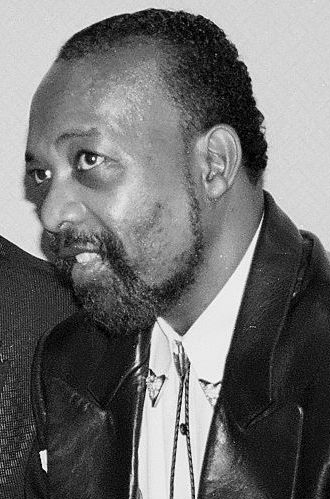
Leon Huff
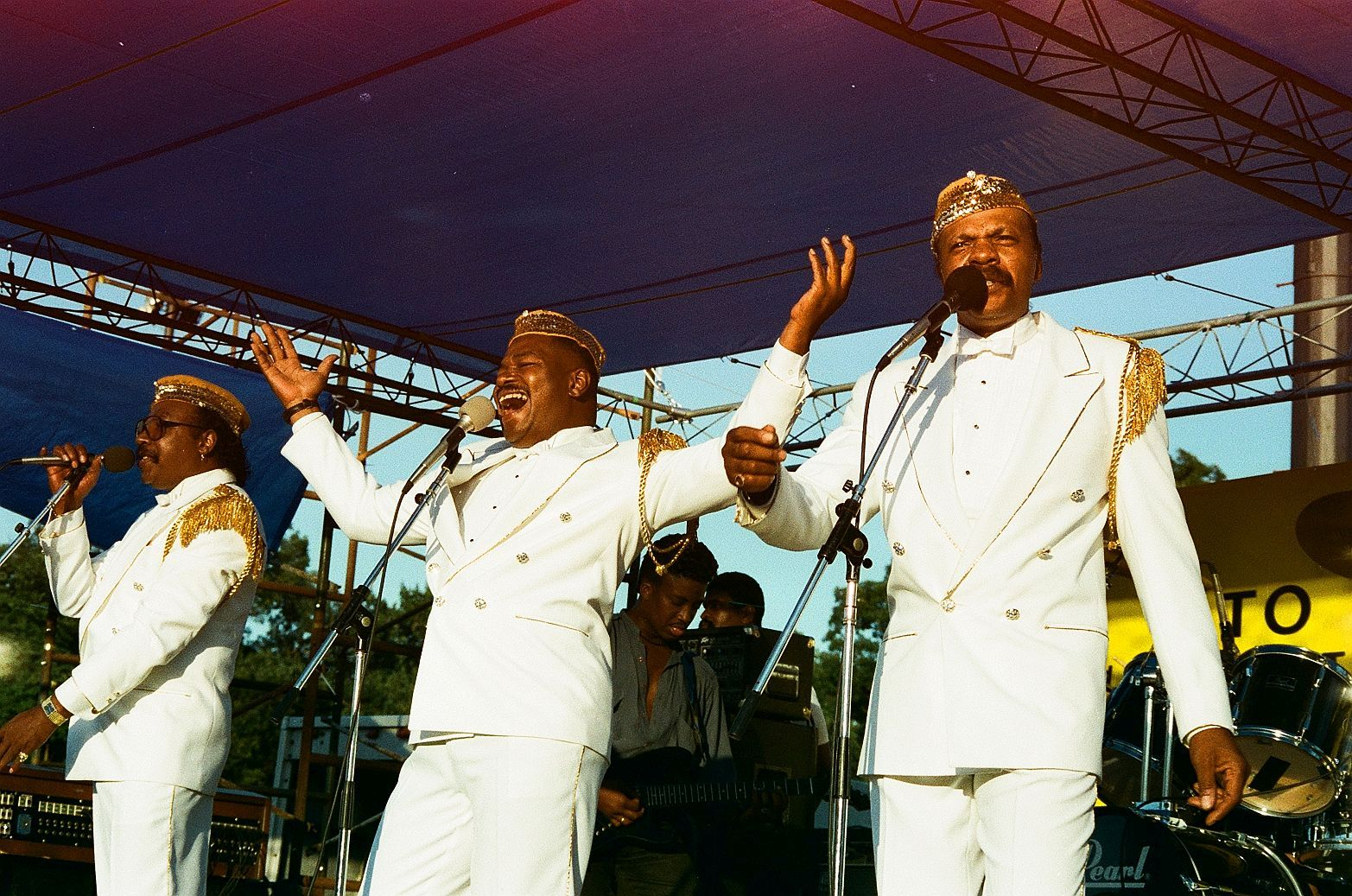
The Delfonics
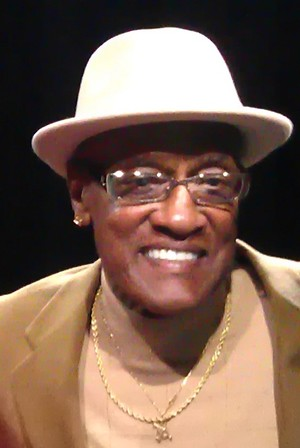
Billy Paul
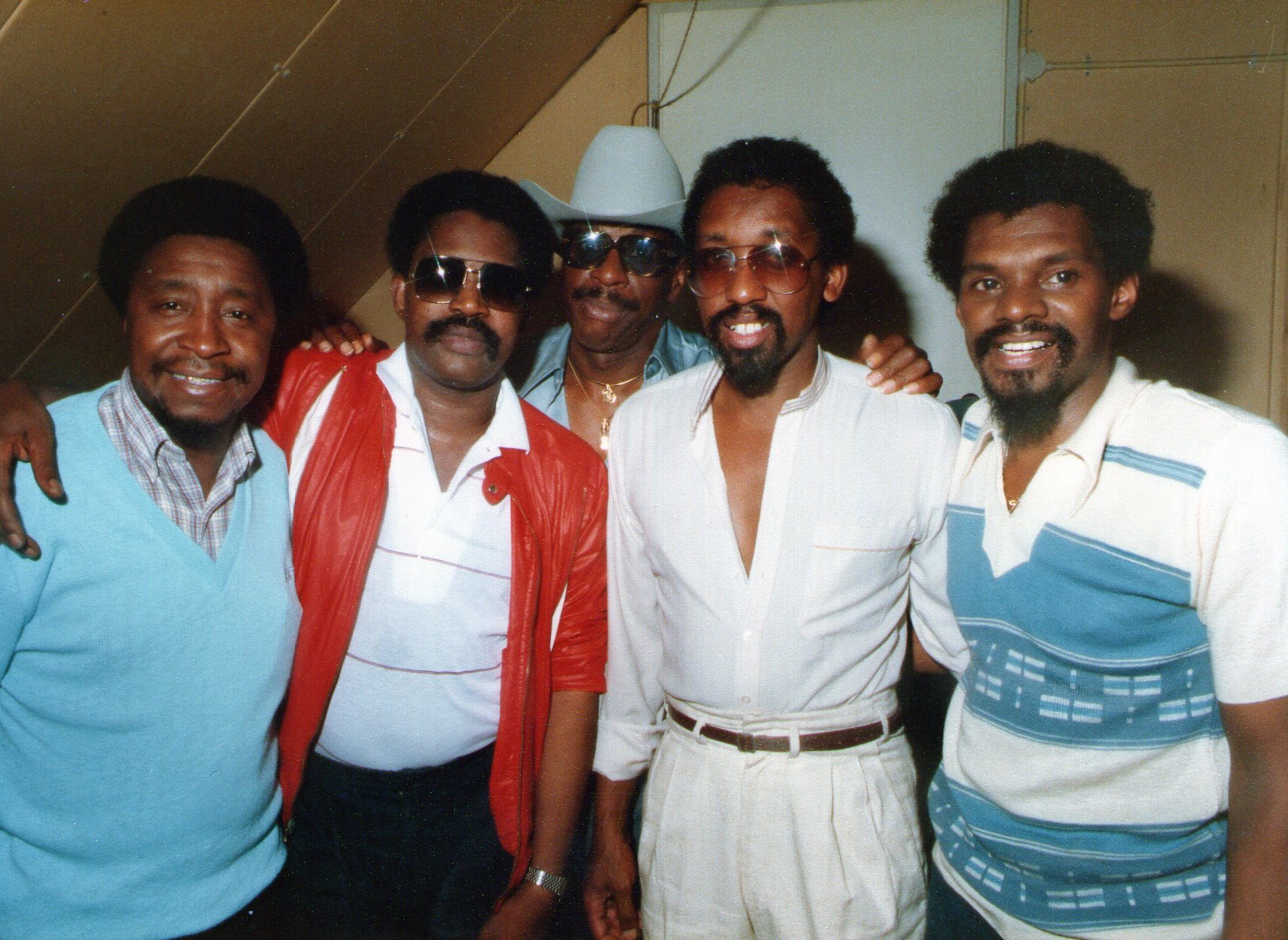
The Trammps
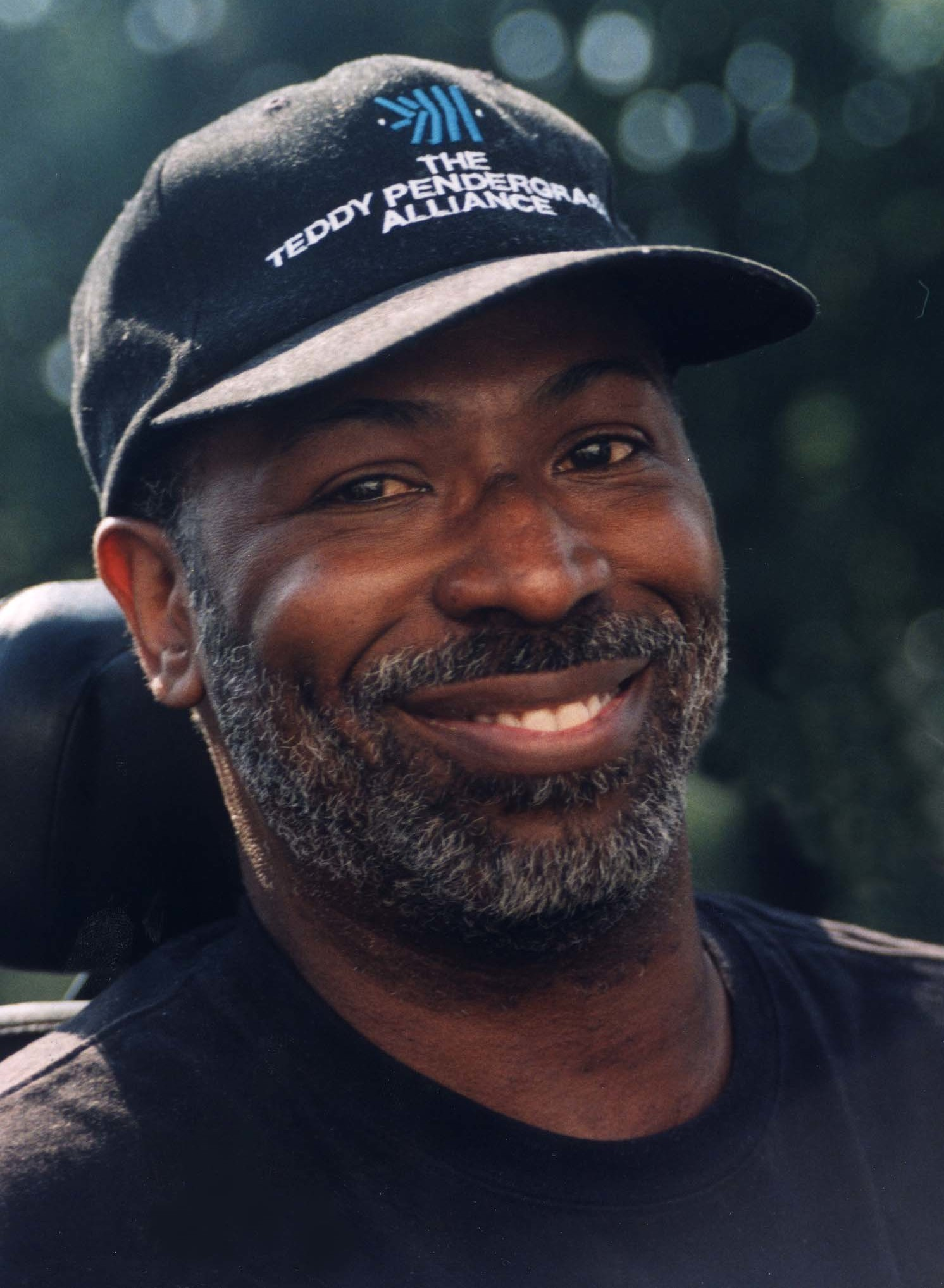
Teddy Pendergrass
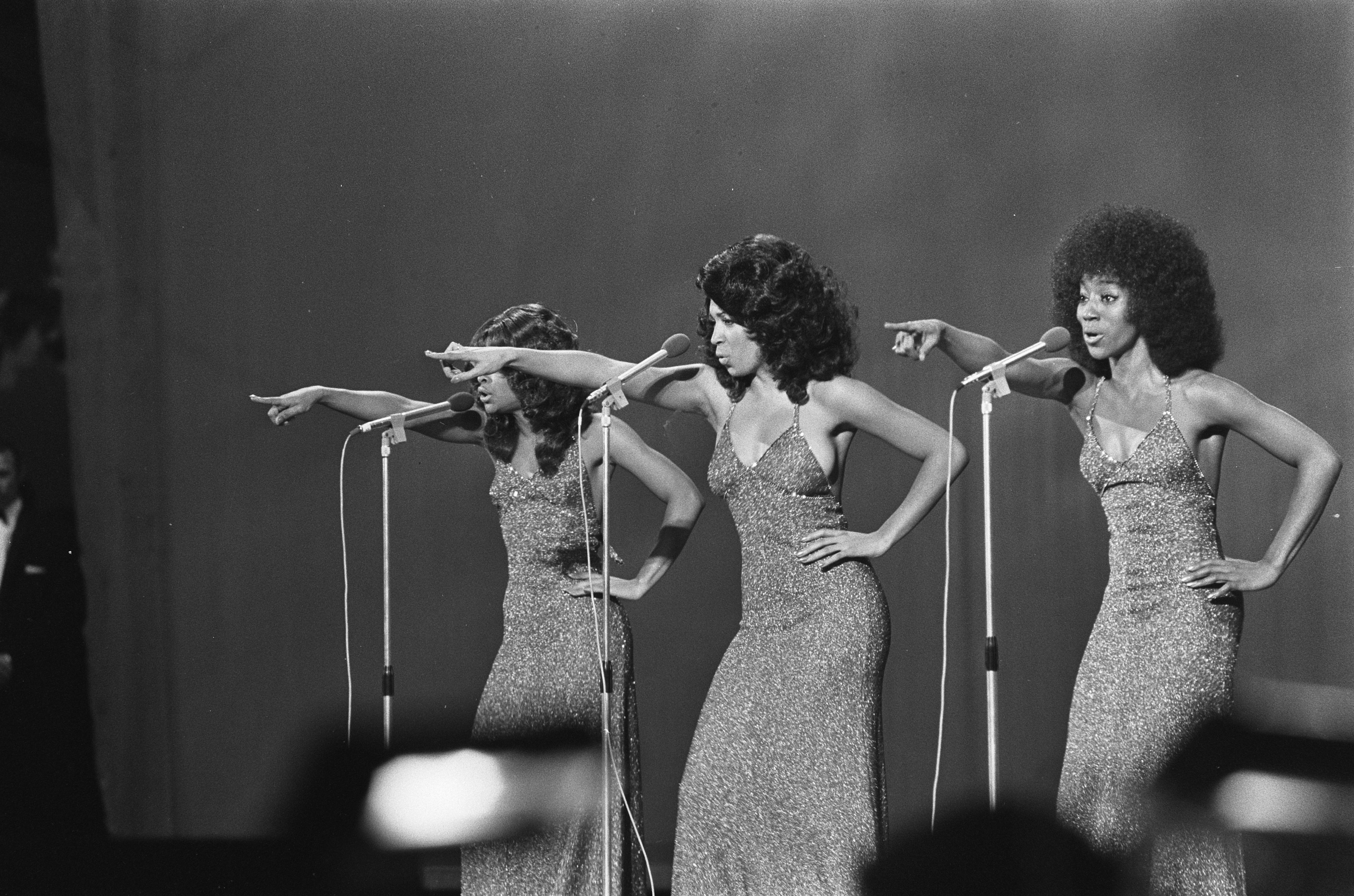
The Three Degrees

### Influences
Le succès de ces productions incite des artistes de renommée internationale à venir travailler à Philadelphie. Dusty Springfield y enregistre l'album A Brand New Me dès 1969, Wilson Pickett grave Wilson Pickett in Philadelphia en 1971, David Bowie enregistre Young Americans aux Sigma Sound Studios en 1974, et les Jacksons, qui viennent de quitter Motown, collaborent avec Gamble & Huff et McFadden & Whitehead pour l'album The Jacksons en 1976. Dans la chanson Philadelphia Freedom, Elton John rend hommage à la musique de la ville en même temps qu'à la joueuse de tennis Billie Jean King.
Des morceaux comme Love Train des O'Jays, TSOP de MFSB, The Love I Lost d'Harold Melvin ou You'll Never Find Another Love like Mine de Lou Rawls, contiennent les prémices de la musique disco, notamment grâce au jeu de batterie d'Earl Young. Certaines des productions plus tardives des labels de Philadelphie, comme Brazil et The Best Disco in Town par The Ritchie Family ou Do It Any Way You Wanna de People's Choice, sont d'ailleurs à 100% des titres disco. La reprise de Don't Leave Me This Way d'Harold Melvin & the Blue Notes par Thelma Houston est un tube disco en 1976. Les morceaux K-Jee par MFSB et Disco Inferno par The Trammps sont choisis pour figurer sur la bande son du film Saturday Night Fever en 1977.

## Principaux artistes
| - Archie Bell & the Drells - Blue Magic (en) - Jerry Butler - Jean Carne (en) - Norman Connors - The Delfonics - William DeVaughn - Double Exposure (en) - Ecstasy, Passion & Pain (en) - First Choice (en) - Hall & Oates - Major Harris - Loleatta Holloway - Eddie Holman (en) | - Phyllis Hyman - Instant Funk (en) - The Intruders - The Jones Girls (en) - Patti LaBelle - McFadden & Whitehead - Barbara Mason - Harold Melvin & the Blue Notes - MFSB - New York City - Cliff Nobles (en) - The O'Jays - Billy Paul - Teddy Pendergrass | - The People's Choice (en) - Lou Rawls - The Ritchie Family - Todd Rundgren - The Salsoul Orchestra - Dee Dee Sharp - Soul Survivors (en) - The Spinners - Bobby Starr (en) - The Stylistics - Sweet Sensation - The Trammps - The Three Degrees - The Vibrations (en) |

### Producteurs et auteurs
| - Ronnie Baker (en) - Vinnie Barrett (en) - Thom Bell - Cynthia Biggs (en) - Dave Crawford (en) - Linda Creed (en) - Bobby Eli (en) - Allan Felder (en) | - Gamble et Huff - Cary Gilbert (en) - Norman Harris (en) - Ron Kersey (en) - McFadden & Whitehead - John Madara (en) - Charles Mann (en) | - Bobby Martin (en) - Vincent Montana, Jr. - Jerry Ragovoy - Bunny Sigler (en) - Ron Tyson - Dexter Wansel (en) - Earl Young |